# Carl Voigt (Musiker)

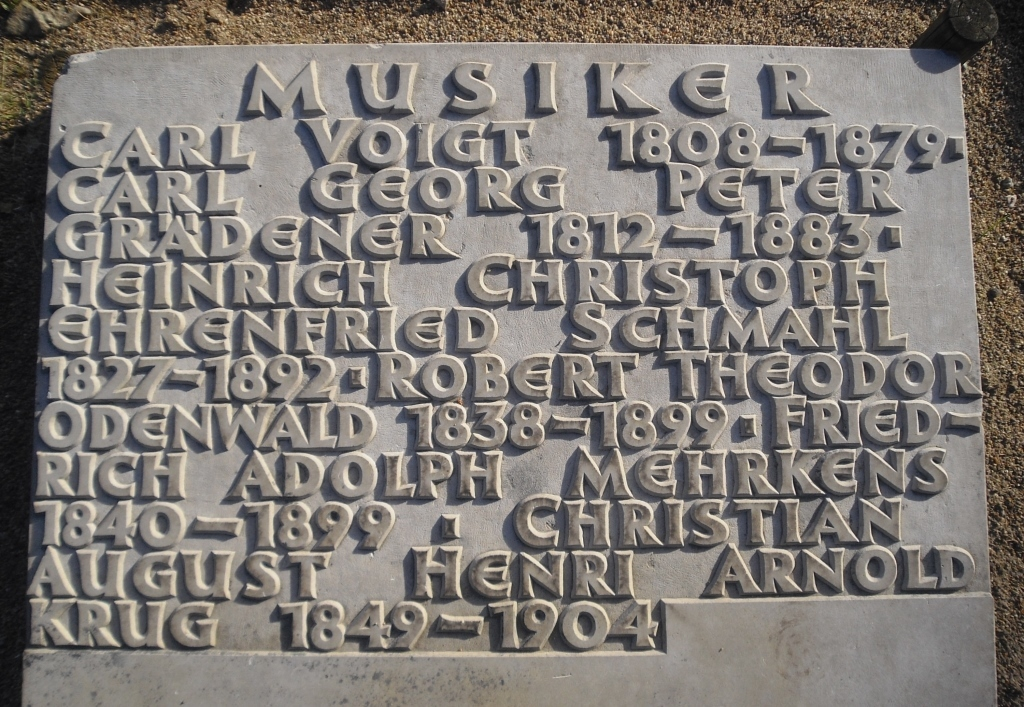
Erinnerung an Carl Voigt auf einer Sammelgrabmaltafel im Althamburgischen Gedächtnisfriedhof auf dem Friedhof Ohlsdorf in Hamburg

Carl Voigt (* 29. März 1808 in Hamburg; † 6. Februar 1879 ebenda) war ein deutscher Musiker, der Begründer und erste Dirigent des Hamburger Cäcilienvereins.

## Leben

### Familie
Seine Eltern waren der Kaufmann Carl Friedrich Voigt und dessen Ehefrau Anna Catharina, geb. de la Camp. Er selbst heiratete 1837 Auguste Elisabeth Georg. Der Ehe entsprangen sieben Töchter und ein Sohn.

### Lehrjahre
Voigt hätte auf Wunsch seiner Eltern Theologie studieren sollen, wandte sich aber stattdessen der Musik zu. Von 1825 bis 1831 studierte er Klavier bei Johann Jacob Behrens und Guntrum und Komposition bei Johann Clasing und F. W. Grund. Dann ging er zwei Jahre nach Kassel zu dem Violinisten Moritz Hauptmann. Es folgte weiteres Klavierstudium bei Johann Nepomuk Schelble, dem Gründer und Dirigenten des Cäcilien-Chors in Frankfurt am Main. Als Schelble 1836 schwer erkrankte, übernahm Voigt vertretungsweise die Leitung des Cäcilien-Chors. Auf ihn folgten dort jeweils kurzzeitig Felix Mendelssohn Bartholdy und Ferdinand Hiller, ehe dann im Herbst 1837 Ferdinand Ries die Nachfolge Schelbles antrat. Als Ries im Januar 1838 unerwartet verstarb, übernahm Voigt provisorisch ein zweites Mal die Leitung des Chors, bis er 1840 nach Hamburg zurückging.

### Hamburger Cäcilienverein
In Hamburg wandte er sich schon bald intensiv der A cappella-Chormusik zu, die er mit dem Cäcilien-Chor in Frankfurt zu schätzen gelernt hatte und die in Hamburg noch weitgehend unbekannt war. Bereits im Oktober 1840 begann er mit den ersten Übungen, zunächst mit acht Mitwirkenden aus seinem Familien- und Bekanntenkreis. Der Kreis der Mitwirkenden wuchs, und am 28. Juni 1843 gründete er mit anfangs 25 Mitgliedern offiziell den Hamburger Cäcilien-Verein. Das erste öffentliche Konzert fand Ende 1843 statt. Weitere Konzerte folgten in unregelmäßigen Abständen, ein- oder zweimal jährlich. Die Zahl der Vereinsmitglieder wuchs anfangs nur langsam, auf 36 im Jahre 1845 und 37 zehn Jahre später, dann aber sehr beachtlich. 1860 waren es bereits 78 Mitglieder und 1870 waren es 127. Dieses Wachstum war Folge und Begleiterscheinung der zunehmenden Beliebtheit des Chors und der Intensivierung seines Konzertprogramms: In den Jahren von 1843 bis 1858 wurden, neben ein paar privaten, insgesamt nur 18 öffentliche Konzerte gegeben, dann aber gab der Chor jeden Winter drei Abonnementskonzerte. 
Nach 37 Jahren dirigierte Voigt am 13. April 1877 zum letzten Mal ein Konzert des Cäcilienverein-Chors. Sein Nachfolger wurde Julius Spengel, der den Chor am 9. November 1877 zum ersten Mal öffentlich leitete.